# المقراب الكبير جدا

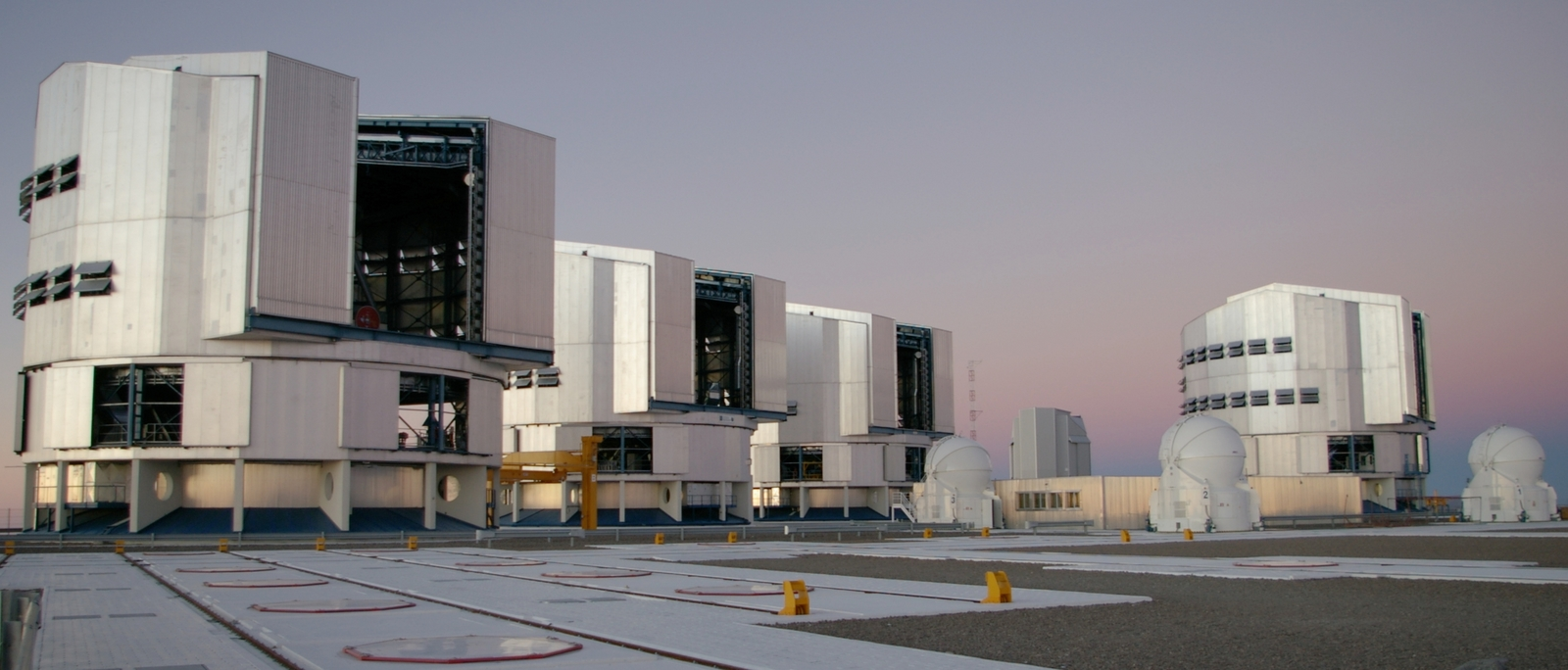
الأربعة مقاريب، وترى أسفلها ثلاثة من أربعة قبب تحوي المقاريب المساعدة. منشأة على قمة بالرانال بأمريكا الجنوبية.

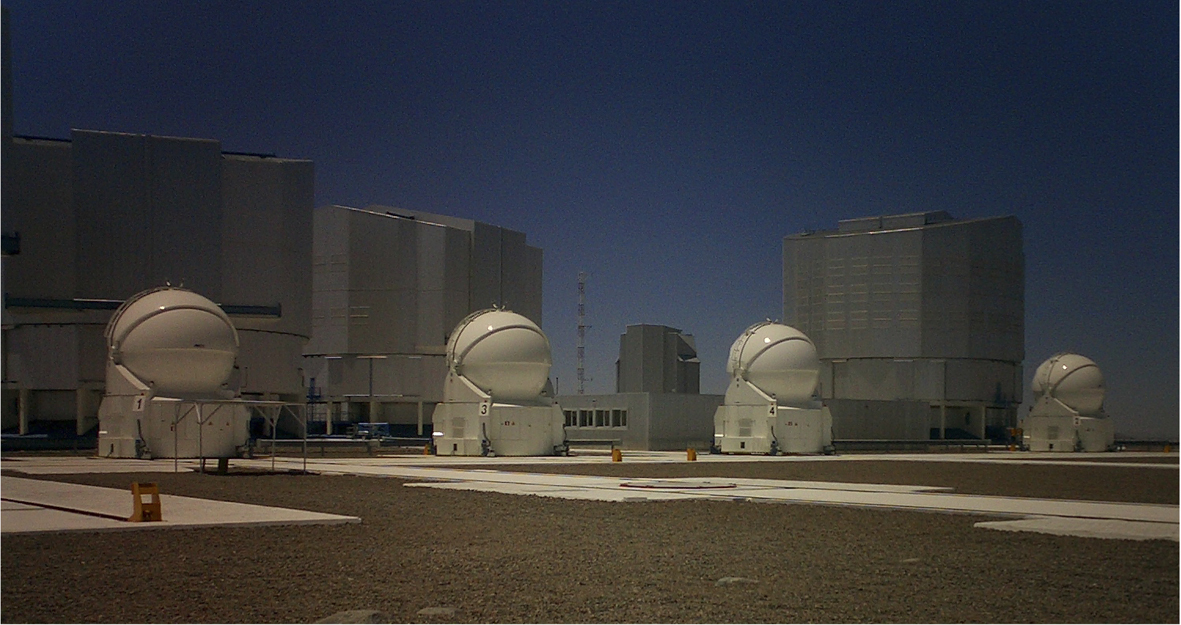
في المقدمة الأربعة المقاريب المساعدة في البارانال.

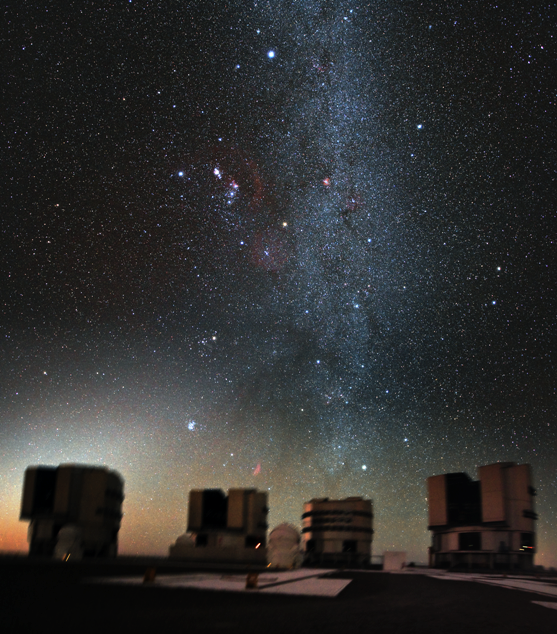
كوكبة الجبار فوق التلسكوب الكبير جدا.

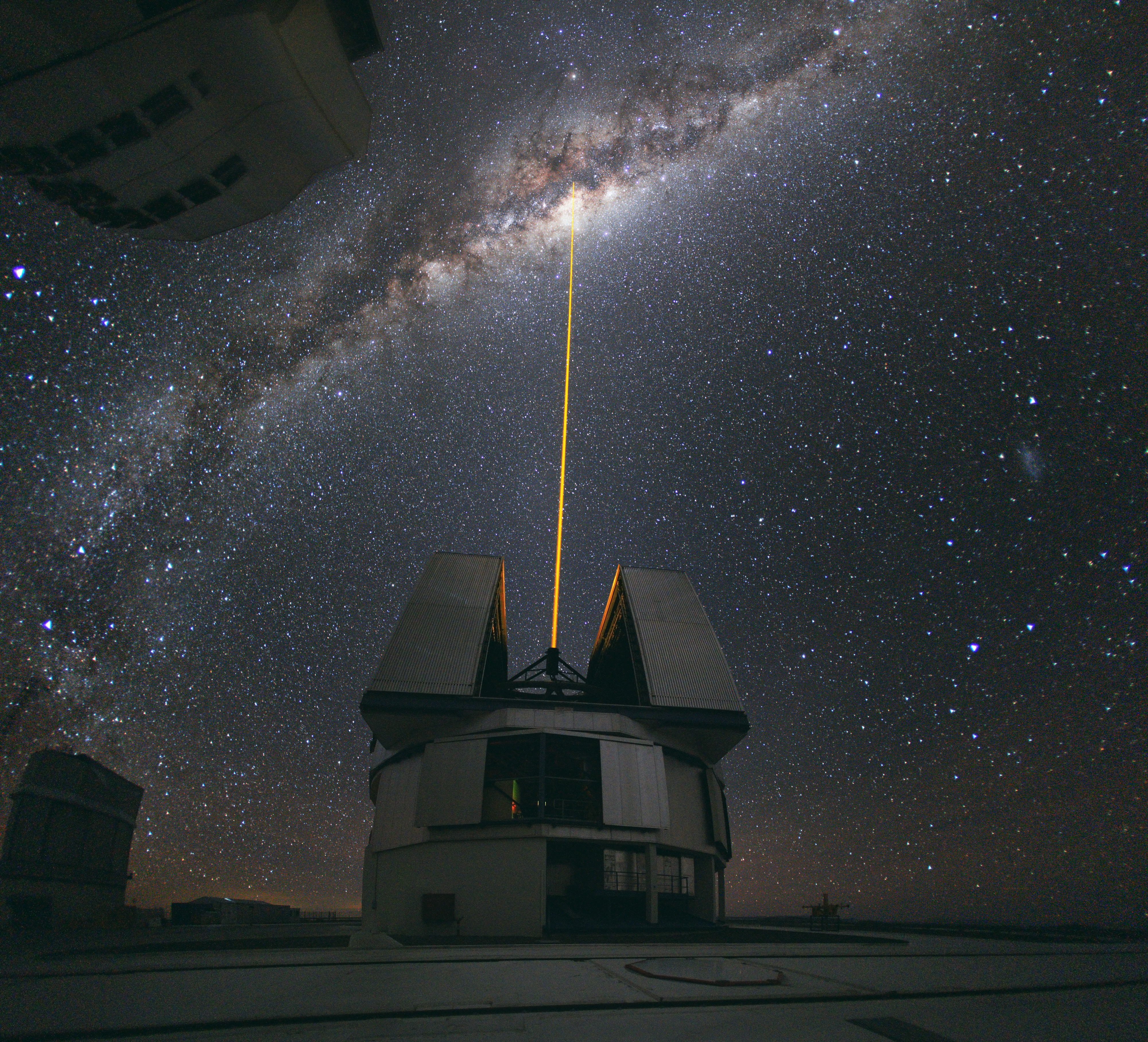
مركز توجيه الليزر في مرصد بارانال - تشيلي

المقراب الكبير جدًا (بالإنجليزية: Very Large Telescope VLT) هو مجموعة من المقاريب الضوئية تسمى مقراب أنتو، ومقراب كوين، ومقراب ميليبال، ومقراب يوبون مشكّلة على هيئة مصفوف ، بناه ويقوم بتشغيله المرصد الأوروبي الجنوبي (ESO). وقد أنشئت الأربعة تلسكوبات في مرصد بارانال على أرتفاع 2635 متر على جبل الأتاكاما في جنوب تشيلي، أمريكا الجنوبية. ويحتوي كل مقراب على مرآة مستديرة مقعرة باتساع 8.2 متر، ويكملها أربعة مقاريب مساعدة متحركة، كل منها يحتوي على مرآة مستدير مقعرة بقطر 8.1 متر.
وعندما تعمل تلك المقاريب سويا لقياس التداخل الضوئي (أي تعمل كمضواء - Photometer) فيمكن للمجموعة التوصل إلى دقة في قياس المسافات البعيدة قدرها 1 مللي ثانية ، وهذا معناه أن المجموعة يمكنها رؤية لمبتي سيارة موجودة على القمر.
يُعد التلسكوب الكبير جدا VLT واحدًا من أكثر التلسكوبات الأرضية إنتاجية لعلم الفلك ، ويحتل المرتبة الثانية بعد تلسكوب هابل الفضائي من حيث عدد المنشورات العلمية الصادرة من منشآت تستقبل وتسجل الضوء المرئي القادم من مختلف أجرام السماء. تتضمن بعض المشاهدات الرائدة التي تم إجراؤها باستخدام التلسكوب الكبير جدا أول صورة مباشرة لكوكب خارج المجموعة الشمسية ، وكذلك مشروع تتبع النجوم التي تدور حول الثقب الأسود الهائل الموجود في مركز مجرة درب التبانة ، وكذلك رصد الشفق اللاحق لأبعد انفجار معروف لأشعة جاما.

## معلومات عامة
يتكون VLT من ترتيب من أربعة تلسكوبات كبيرة (قطر المرآة منها 8.2 متر) (تسمى تلسكوبات الوحدة أو UTs) بالإضافة إلى أجهزة بصرية يمكن أن تجمع صورهم الأربعة في جهاز التداخل الفلكي (VLTI) ، والذي يستخدم لحل الأجسام الصغيرة. يتضمن مقياس التداخل أيضًا مجموعة من أربعة مقاريب متحركة قطر كل منها 1.8 متر مخصصة لرصد قياس التداخل الضوئي. بدأ تشغيل أول تلسكوب في الوحدة UTs في مايو 1998 وتم تقديمه إلى المجتمع الفلكي في 1 أبريل 1999. وبدأ تشغيل التلسكوبات الأخرى في عامي 1999 و 2000 ، مما يتيح إمكانية التلسكوب الكبير جدا جمع صور التلسكوبات الأربع. تمت إضافة أربعة تلسكوبات إضافية باتساع 1.8 متر (AT) إلى VLTI لإتاحتها عند استخدام الوحد الكلية UTs لمشاريع أخرى. كما تم تثبيت التلسكوبات الصغيرة ATs الإضافية هذه وتشغيلها بين عامي 2004 و 2007.
تم تصميم تلسكوبات VLT التي يبلغ قطر كل منها 8.2 مترًا في الأصل للعمل في ثلاثة أوضاع:
- كمجموعة مشتركة من أربعة تلسكوبات مستقلة (هذا هو الوضع الأساسي للتشغيل).
- كجهاز واحد كبير اتساق الأشعة كأداة قياس تداخل الموجات (مقياس التداخل VLT أو VLTI) ، للحصول على دقة إضافية. يستخدم هذا الوضع لرصد المصادر الساطعة نسبيًا ذات الاتساع الزاوي الصغير.
- كأداة واحدة كبيرة غير متماسكة ، من أجل قدرة إضافية على تجميع الضوء. لم يتم إنشاء الأجهزة المطلوبة للحصول على تركيز غير مترابط مشترك في الأصل. في عام 2009 ، تم تقديم مقترحات أجهزة جديدة لإتاحة وضع المراقبة هذا.[10] أحيانًا يتم توجيه التلسكوبات المتعددة بشكل مستقل إلى نفس الكائن ، إما لزيادة إجمالي قدرة تجميع الضوء أو لتوفير ملاحظات متزامنة باستخدام أدوات تكميلية.

## النتائج العلمية
يمكن رؤية التوهج الناعم لدرب التبانة خلف تلسكوب المسح VLT (VST) في مرصد Paranal التابع لـ ESO.
أدت نتائج مشاهدات التلسكوب الكبير جدا VLT إلى نشر أكثر من رسالة علمية خاضعة لاستعراض الأقران من النشرات يوميًا. على سبيل المثال في عام 2017 ، تم نشر أكثر من 600 رسالة علمية محكمة بناءً على بيانات VLT. [15] تشمل الاكتشافات العلمية للتلسكوب التصوير المباشر لكوكب Beta Pictoris b ، وهو أول كوكب خارج المجموعة الشمسية تم تصويره بهذه الطريقة ،  وكذلك تتبع النجوم الفردية التي تدور حول الثقب الأسود الهائل في مركز مجرة درب التبانة ،  وكذلك مراقبة الشفق المرافق لأبعد نجم معروف حدث فيه انفجار أشعة جاما.
في عام 2018 ساعد التلسكوب الكبير جدا  في إجراء أول اختبار ناجح للنسبية العامة لأينشتاين على حركة نجم يمر عبر حقل الجاذبية الشديد بالقرب من الثقب الأسود الهائل ، وهو الانزياح الأحمر الثقالي . في الواقع ، تم إجراء المشاهدات لأكثر من 26 عامًا باستخدام أدوات البصريات التكيفية SINFONI و NACO في التلسكوب الكبير جدا VLT بينما استخدم النهج الجديد في عام 2018 أيضًا أداة تجميع الشعاع GRAVITY.
استخدم فريق رصد مركز المجرة من معهد ماكس بلانك لفيزياء خارج الأرض (MPE) المشاهدات التي كشفت التأثيرات لأول مرة.
تشمل الاكتشافات الأخرى للتلسكوب الكبير جدا اكتشاف جزيئات أول أكسيد الكربون في مجرة تقع على بعد حوالي 11 مليار سنة ضوئية لأول مرة ، وهو إنجاز ظل بعيد المنال لمدة 25 عامًا. وقد سمح هذا لعلماء الفلك بالحصول على أدق قياس لدرجة الحرارة الكونية في مثل هذه الحقبة البعيدة. دراسة أخرى مهمة كانت عن التوهجات العنيفة من الثقب الأسود الهائل الموجود في مركز مجرة درب التبانة. تعاون كل من التلسكوب VLT و APEX للكشف عن المواد الممتدة أثناء دورانها في الجاذبية الشديدة بالقرب من الثقب الأسود المركزي.
باستخدام التلسكوب الكبير جدا  قدر علماء الفلك أيضًا عمر النجوم القديمة جدًا في مجموعة NGC 6397 . بناءً على نماذج التطور النجمي ، تم العثور على نجمين بعمر 13.4 ± 0.8 مليار سنة ، أي أنهما من أقدم حقبة تشكل النجوم في الكون. وقد قام الباحثون أيضًا بتحليل الغلاف الجوي حول كوكب خارج المجموعة الشمسية ، وهو كوكب يسمونه الأرض الفائقة لأول مرة باستخدام VLT. تمت دراسة الكوكب المعروف باسم GJ 1214b أثناء عبوره أمام نجمه الأم ومرور بعض ضوء النج خلال الغلاف الجوي للكوكب.
إجمالاً ، من بين أفضل 10 اكتشافات تم إجراؤها في مراصد الاتحاد الفلكي الأوروبي ESO ، استفادت سبعة منها من التلسكوب الكبير جدا .

## اقرأ أيضا
- مرصد بارانال
- راينهارد جنزيل
- تلسكوب فضائي
- المرصد الأوروبي الجنوبي
- مقراب
- تلسكوب العدسات
- نجمة دليل الليزر
- مقراب جيمس ويب الفضائي
- مرصد ديناميكا الشمس
- مرصد كيك
- مرصد مولارد الراديوي
- مقراب سبيتزر الفضائي
- مرصد سوبارو
- مرصد جيميني
- مرصد مونا كيا
- استشعار عن بعد
- مسبار فضائي
- تلسكوب هبل الفضائي
- تلسكوب المسح الفلكي VLT
- تلسكوب شاندرا الفضائي للأشعة السينية
- مرصد هايدلبرج
- مرصد ويبل